# Hemisferi
Un hemisferi (del llatí i al seu torn del grec; de hemi = mig i sfera = esfera) és cada una de les dues meitats en què un pla que passa pel centre divideix una esfera. prové del llatí i aquest al seu torn del grec: «hemi», meitat o mitjana, i «Sphera», esfera.
En cartografia i geografia, la Terra, encara que no és una esfera perfecta, es pot considerar dividida en dos hemisferis centrada en un punt anomenat pol geogràfic i que dona dos hemisferis separats entre si per un cercle màxim:
- A partir del plànol que defineix la línia de l'Equador, l'anomenat hemisferi nord o hemisferi boreal o hemisferi septentrional, i l'anomenat hemisferi sud o hemisferi austral o hemisferi meridional;[2]
- A partir del meridià de Greenwich (longitud 0 °), es divideix la Terra en un 'hemisferi occidental' i un 'hemisferi oriental ', encara que realment,[3] cadascun dels meridians parteix a la Terra en dos hemisferis.

Els mateixos conceptes s'apliquen a l'esfera celeste.
Al cervell també es pot parlar d'hemisferis.

## Nord i sud
El globus terrestre es pot dividir en dos hemisferis, hemisferi nord i hemisferi sud, centrant-se el primer en el pol Nord, i el segon en el pol Sud, separats ambdós pel  equador.

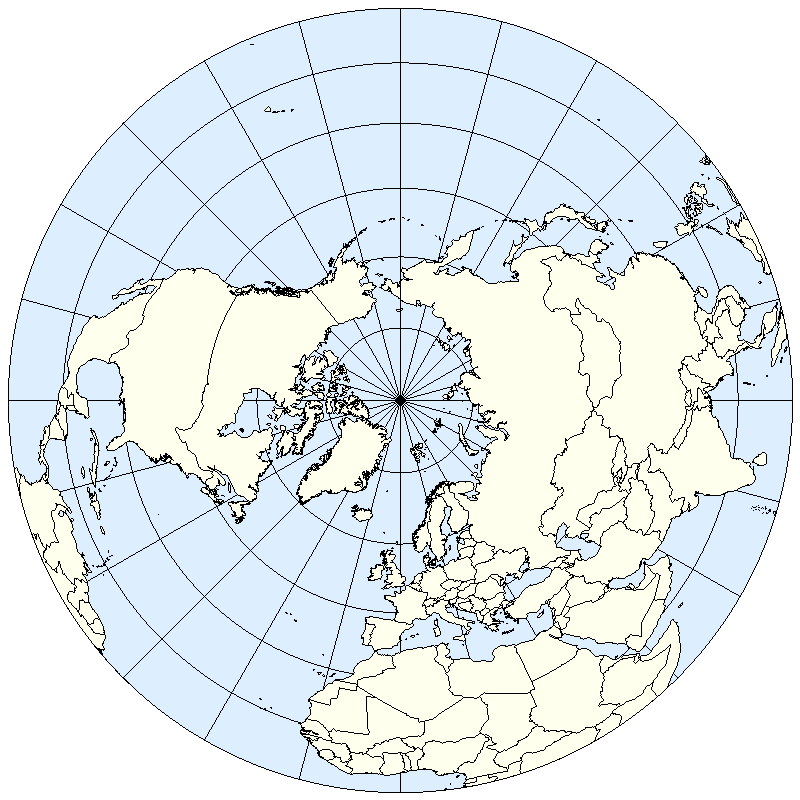
Hemisferi nord, Imatge provinent de la NASA - 1988-2011.
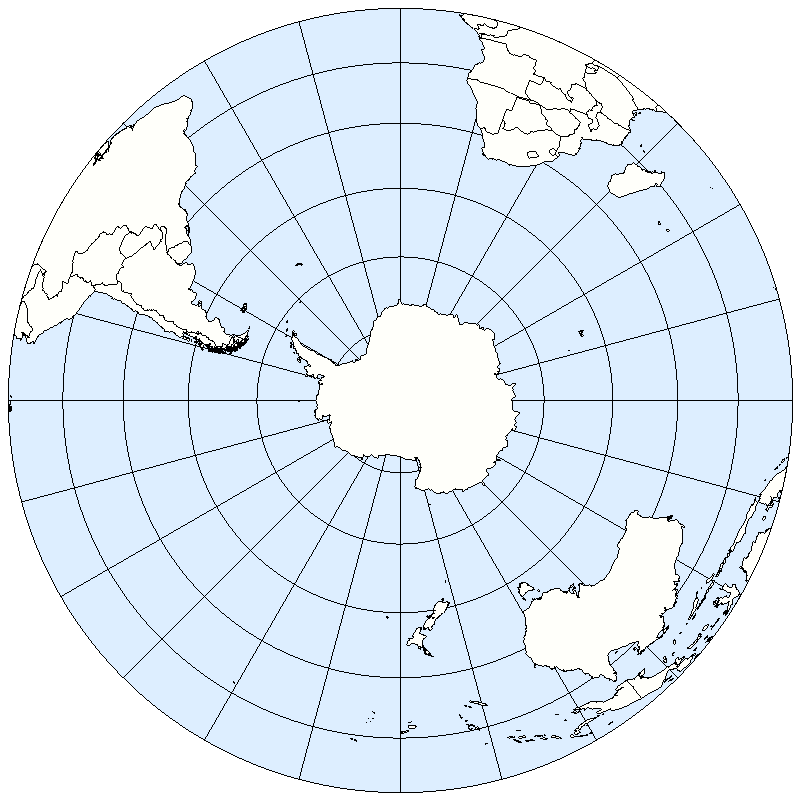
Hemisferi sud, Imatge provinents de la NASA - 1988-2011.

### Hemisferi nord
L'hemisferi nord o hemisferi boreal correspon a la meitat del globus terraqüi situat al nord de la línia de l'equador, que la separa de l'hemisferi sud. L'hemisferi nord és compost, en la seva majoria, per continents, en els quals hi ha la totalitat d'Amèrica del Nord, Amèrica Central, Euràsia (Europa i Àsia), la major part d'Àfrica, la part septentrional d'Amèrica del Sud i algunes illes menors d'Oceania. Les estacions de l'any ocorren en forma inversa a l'hemisferi sud. Així, l'estiu boreal s'estén entre juny i setembre, mentre l'hivern ho fa entre desembre i març. A causa del fet que el periheli ocorre el mes de gener, l'estiu boreal és més llarg que l'austral i més càlid; al revés, l'hivern boreal és més curt que l'austral i menys sever. Històricament, l'hemisferi nord ha estat considerat un hemisferi ric i desenvolupat, en contrast amb el sud, principalment per l'existència dels països europeus, Estats Units i Japó en aquesta zona. El 89% de la població mundial habita aquestes terres.

### Hemisferi sud
L'hemisferi sud, hemisferi austral (o meridional) correspon a la meitat del globus terraqüi situat al sud de la línia de l'Equador, que la separa de l'hemisferi nord.
La major part de l'hemisferi correspon a oceà, que inclou la major part del Pacífic i de l'Índic, la totalitat de l'Oceà Glacial Antàrtic i la meitat meridional de l'Atlàntic. Les masses terrestres es concentren principalment en el continent antàrtic, Sud-amèrica, gran part d'Oceania, la part austral d'Àfrica i algunes illes menors d'Asia.

## Oriental i occidental
De la mateixa manera es pot dividir la Terra en un hemisferi occidental i un hemisferi oriental, tenint en compte les parts a l'oest i a l'est de l'meridià de Greenwich, una determinació arbitrària.

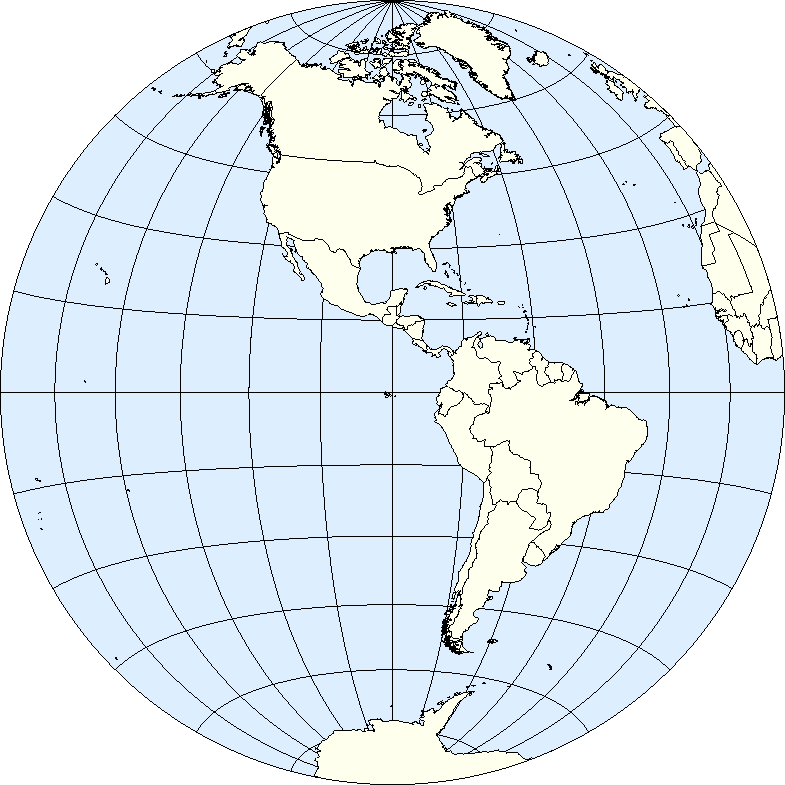
Hemisferi occidental
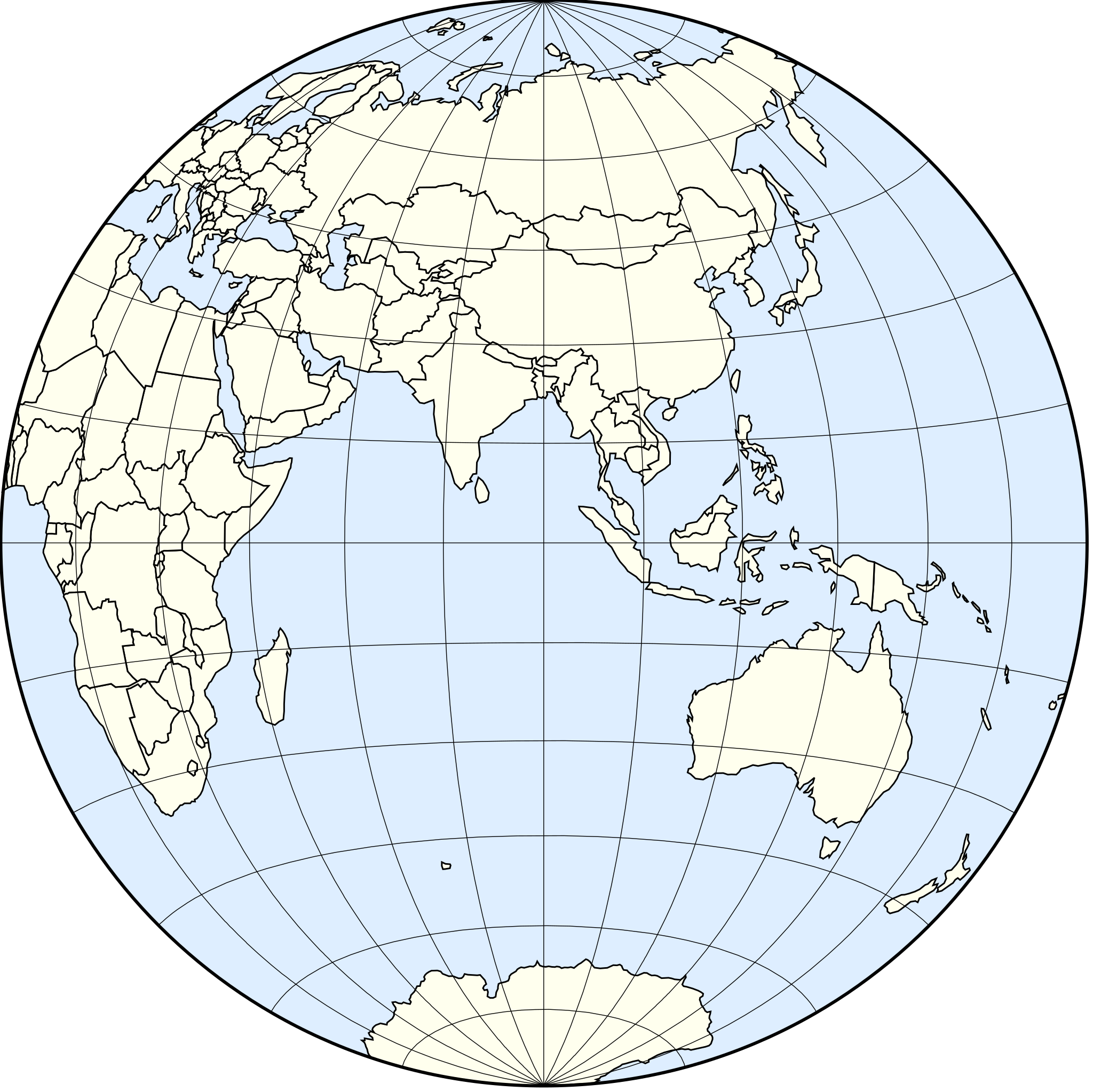
Hemisferi oriental

### Hemisferi occidental
L'Hemisferi Occidental és un terme geogràfic per a la meitat de la Terra que es troba a l'oest del meridià principal (que creua Greenwich, Londres, Regne Unit) i l'est de l'antimeridià. L'altra meitat s'anomena hemisferi oriental.

### Hemisferi oriental
L'hemisferi oriental és un terme geogràfic que designa la meitat de la Terra que es troba a l'est del meridià de Greenwich (el qual creua Greenwich, Anglaterra, Regne Unit) i a l'oest del meridià de la línia internacional de canvi de data (meridià 180). S'usa habitualment per referir-se a Europa, Àsia, Àfrica, i Austràlia, en contraposició a l'hemisferi occidental que inclou Amèrica. En certs contexts culturals i geopolítics pot considerar-se un sinònim de Vell Món.
La línia que separa els hemisferis oriental i occidental és una convenció arbitrària, a diferència de l'equador. El meridià primari es troba a la longitud 0° i l'antimeridià a 180°, tot dos són convencions establertes el 1884 en la conferència internacional del meridià que tingué lloc a Washington, D.C. on s'adoptaren els conceptes de temps estàndard de l'enginyer de ferrocarril canandenc Sandford Fleming. En usar aquest demarcació, se situen parts de l'Europa Occidental, Àfrica i Rússia oriental en l'hemisferi occidental i, per tant, diluint la seva utilitat en geografia, així com en la construcció geopolítica, ja que tota Euràsia i Àfrica s'inclouen normalment en l'hemisferi oriental. Així doncs, sovint s'usen els meridians 20° oest i el diametralment oposat 160º, els quals inclouen totes les terres d'Europa i Àfrica, encara que també una petita porció del nord-est de Groenlàndia (normalment reconeguda com a part d'Amèrica del Nord) i exclou la major part de la Rússia oriental i Oceania (ex, Nova Zelanda). Abans de l'adopció generalitzada del temps estàndard, s'havien decretat diversos meridians primaris per diferents països on el temps es definia pel migdia local (per tant, meridià local).

## Continental i oceànic
És possible determinar un hemisferi terrestre, que inclouria la superfície màxima, i un hemisferi marí, que contindria la majoria d'oceans.
Encara que l'hemisferi terrestre conté la major part de les terres emergides possibles, aquestes no ocupen més que el 49,5 % de la seva superfície total: l'hemisferi terrestre és predominantment marí.

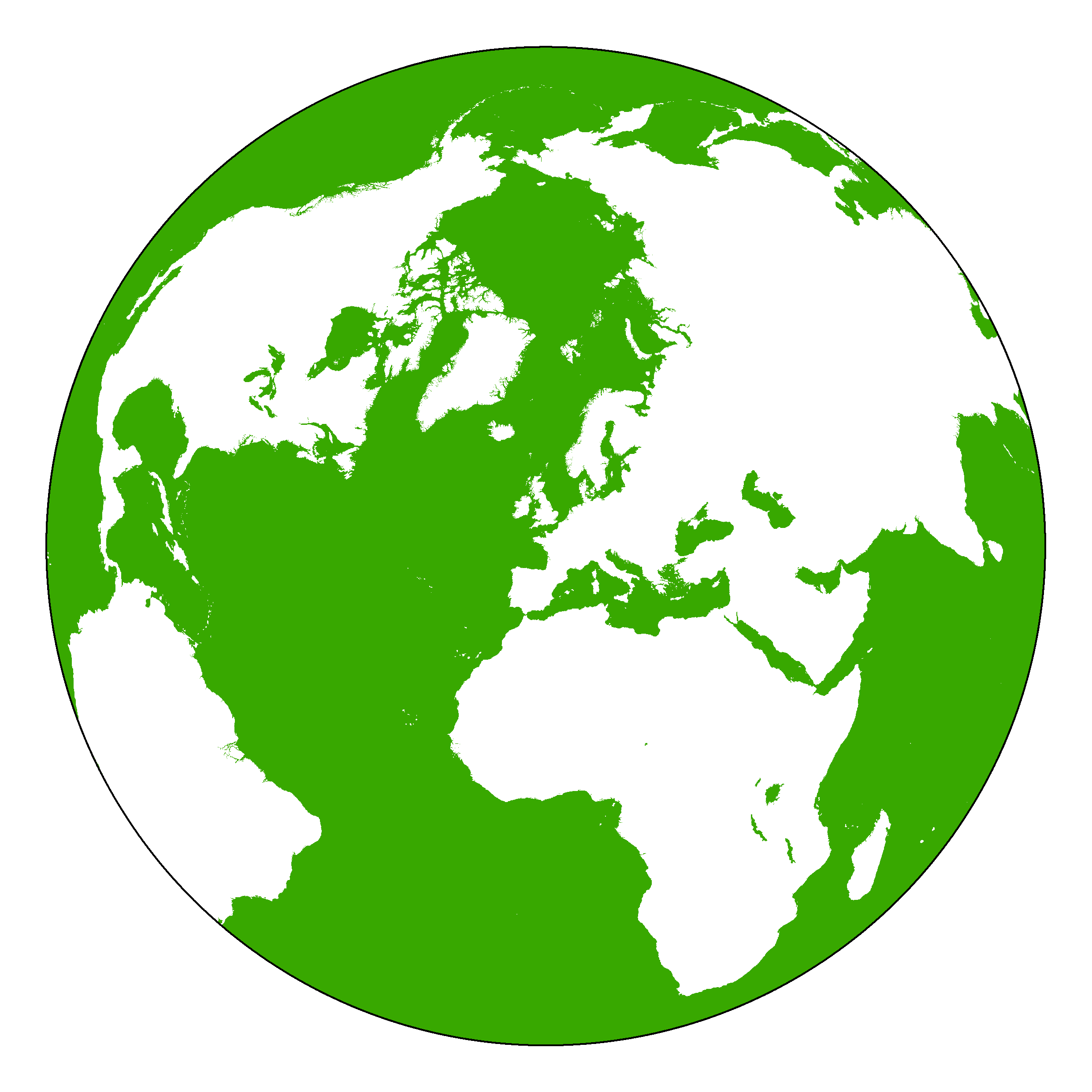
Hemisferi continental
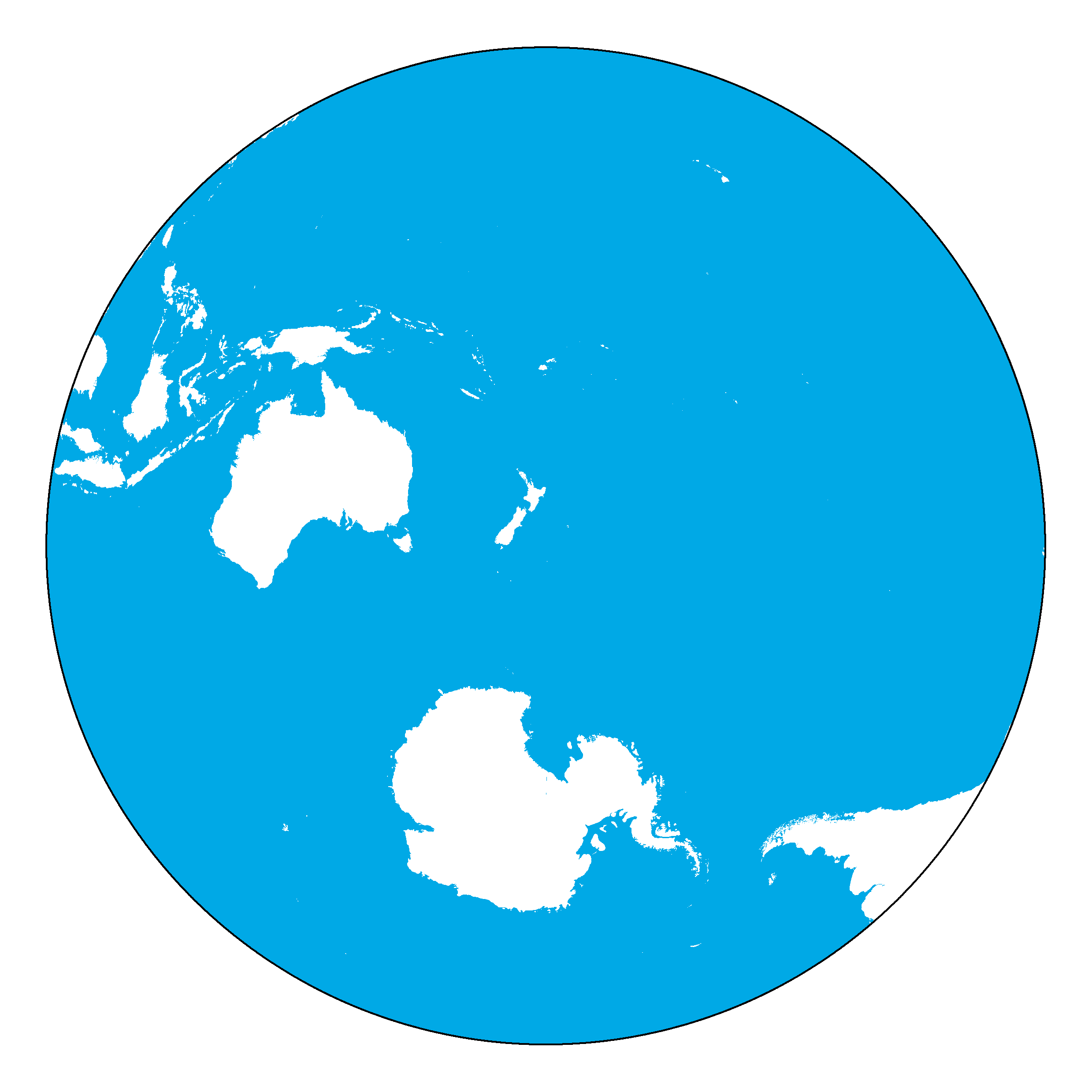
Hemisferi oceànic

Els hemisferis continental i oceànic, de vegades coneguts com a Hemisferi de Terra i Hemisferi d'Aigua, són els hemisferis de la Terra que contenen les àrees totals més grans possibles de terra i mar respectivament.
Les determinacions dels hemisferis varien lleugerament. Una determinació situa el centre de l'hemisferi continental a 47° 13′ N, 1° 32′ O / 47.217°N,1.533°O, prop de la ciutat francesa de Nantes. El centre de l'hemisferi oceànic és el punt antipodal del centre de l'hemisferi continental i, per tant, es troba en 47° 13′ S, 178° 28′ E / 47.217°S,178.467°E, a prop de les Illes Bounty de Nova Zelanda en l'Oceà Pacífic.
L'hemisferi continental té poc menys de set vuitens de terra a la Terra, incloent-hi Europa, Àfrica, Amèrica del Nord, gairebé tota Àsia i la major part d'Amèrica del Sud.

No obstant això, fins i tot en l'hemisferi continental, l'àrea oceànica encara excedeix lleugerament l'àrea terrestre. L'hemisferi continental és gairebé idèntic a l'hemisferi que conté la quantitat més gran de població humana. 
L'hemisferi oceànic té només un vuitè de la terra del món, incloent-hi Oceania, l'Arxipèlag malai i el Con Sud a Sud-amèrica.  La major part de l'oceà Pacífic i de l'oceà Índic estan en l'hemisferi oceànic. Proporcionalment, l'hemisferi oceànic és aproximadament el 89% d'aigua, 6% de terra ferma i 5% de gel polar. 

## Dia i nit
Alternativament, també es pot parlar d'hemisferis quan es vol distingir la part de la Terra banyada per la llum de l'hemisferi en la foscor. En aquest cas, el límit entre els dos hemisferis es defineix per la línia terminador (la línia de separació entre la part il·luminada i la part en ombra d'un cos celeste, és a dir, la línia de separació entre el dia i la nit) i varia a poc a poc seguint la rotació de la Terra mateixa.

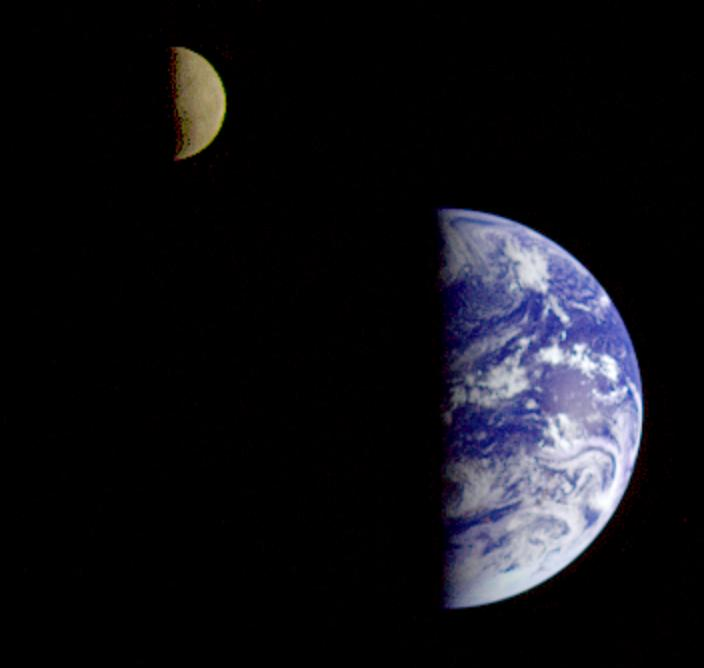
Hemisferis el 16 de desembre de 1992 (NASA)
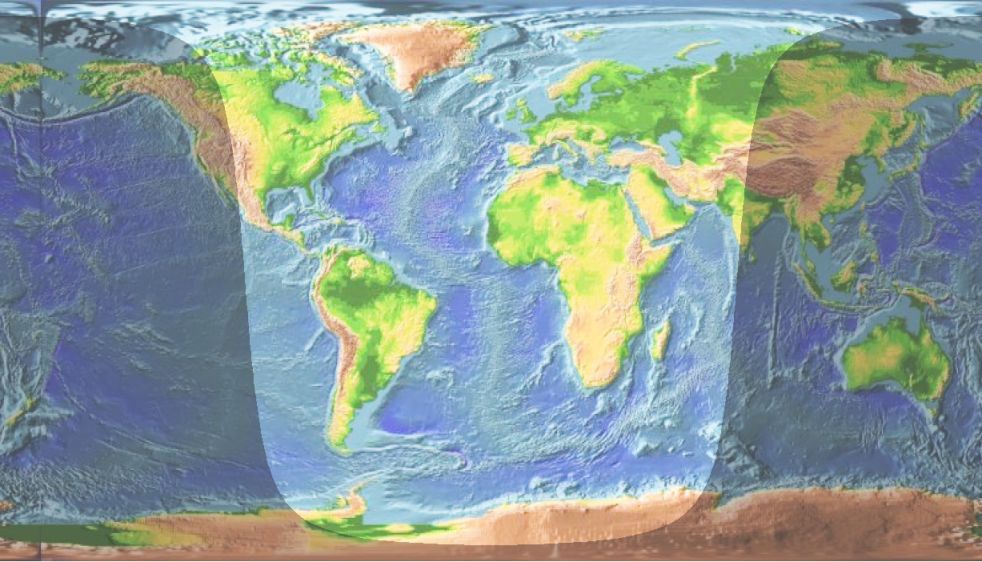
Hemisferis (13.00 UTC, 2 d'abril)
Una animació dels hemisferis diürn i nocturn sobre Europa central